# نهر جوك
 نهر جوك أو Gökırmak (التركية «نهر السماء»; اليونانية القديمة Amnias) هو أحد روافد نهر نهر قيزيل إرماك في تركيا. ينبع النهر من محافظة قسطموني.